# Margaret Sullavan
Margaret Sullavan (Norfolk, Virginia, 1909. május 16. – New Haven, Connecticut, 1960. január 1.) amerikai színésznő.
Korának népszerű színpadi és filmszínésznője volt. Összesen 16 mozifilmben játszott, utoljára 1950-ben a No Sad Songs For Me-ben. A későbbiekben már csak színházban lépett fel.

## Fiatalkor
Sullavan Norfolkban, Virginia államban született egy gazdag részvénybróker leányaként. Korai éveit elszigetelten töltötte a többi gyermektől, mert izomgyengeségben szenvedett, és nem tudott járni rendesen  hatéves koráig.
Tanulmányait a Chatham Episzkopális Intézetben végezte, ahol a diáktanács elnöke is volt. 1927-ben a féltestvéréhez költözött Bostonba, ahol szülei akarata ellenére tánc színpadi leckéket vett. Amikor a szülei anyagi támogatását a minimumra csökkentették, maga kezdte el finanszírozni jövőjét. Egy könyvesboltban kezdett el eladóként dolgozni mellékállásban.

## Korai karrier
Színpadon a Harvard Egyetem színtársulatával debütált 1929-ben a Close Upban. Itt ismerkedett meg későbbi első férjével Henry Fondával is. Habár szülei sokáig ellenezték Sullavan pályaválasztását, 1930-ban mégis ott ültek a közönség soraiban lányuk egyik fellépésén, és szembesülhettek tehetségével Margaret megkönnyebbülésére.
1931. május 20-án debütált a Broadwayen, az A Modern Virgin című Elmer Harris komédiában. A következő évben négy darabban is játszik, Humphrey Bogarttal is fellépett, egyben a kritikusok csodálatát kiváltva.
1933 márciusában New Yorkban Sullavan beugrott egy másik színésznő helyére a Dinner at Eightben. Szerencséjére a filmrendező John M. Stahl is ott ült a közönség soraiban, és meggyőződött róla, hogy ő lenne a legalkalmasabb az Only Yesterday című film női főszerepére.
Sullavannak a Paramount Pictures és a Columbia Pictures is egyaránt  ötéves  szerződést ajánlott, de helyettük az Universal Pictures hároméves ajánlatát írta alá évi két filmre heti 1200 dollárért. A szerződésbe bekerült egy olyan záradék is, miszerint színpadon továbbra is felléphetett, nem kellett külön engedély a stúdiótól. A későbbiekben már csak rövidtávú szerződéseket írt alá, mert nem akart egyik filmstúdió „tulajdona” sem lenni.

## Hollywood
Első filmszerepét az Only Yesterdayban játszotta. Sullavan nem volt elégedett a teljesítményével, megpróbálta 2500 dollárért kivásárolni magát a szerződésből, de a Universal visszautasította. Következő szerepe egy 1934-es Frank Borzage filmben volt, a Hans Fallada regényéből készült Mi lesz veled, Emberke?-ben, amely egy, az első világháború után nyomorban jutó német család szenvedéstörténetéről szól. Eredetileg a stúdió vonakodott filmet készíteni a munkanélküliségről, éhezésről és kilátástalanságról, de Sullavan számára nagyon fontos volt a projekt: „Ez az élet része… nagyon sok ember él így Amerikában és máshol a világon.” Később azt nyilatkozta, hogy ez a film a kevés dolgok egyike, amire büszke a hollywoodi pályafutásában.
1935-ben akkori második férjével William Wylerrel forgatta A jó tündért, amely Molnár Ferenc azonos című színdarabjából készült. Szintén abban az évben King Vidor So Red the Rose című filmjében játszott, mely egy déli család sorsán keresztül mutatja be az amerikai polgárháborút. A produkció négy évvel megelőzte az Elfújta a szel filmet és egy évvel Margaret Mitchell regényét. Sullavan egy butácska déli kisasszonyt alakított, aki később felelősségteljes nővé érik.
1938-ban ismét Borzage-al dolgozott a Három bajtársban, ami szintén Németországban játszódott. Az alakításért Oscar-díjra is jelölték.

## James Stewart
Sullavan még a Broadwayen egy színészek közötti beszélgetésen megjósolta, hogy az akkor szinte még teljesen ismeretlen James Stewart Hollywood egyik legnagyobb sztárjává fog válni.
Első filmjüket, a Next Time We Love-ot 1936-ban forgatták együtt. Stewart kimondottan Sullavan kérésére került a produkcióba. Az Universalnál nem kifejezetten támogatták az ötletet, de Sullavannak sikerült meggyőznie a stúdiót. Stewart a rivális Metro-Goldwyn-Mayerrel állt szerződésben, de csak apró mellékszerepeket kapott, ezért sikerült kölcsönvenni a filmre a színészt.

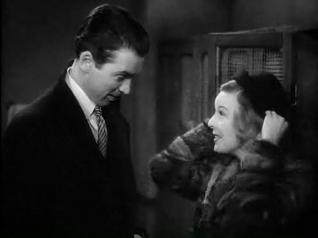
James Stewart és Margaret Sullavan a Saroküzletben

A tapasztalatlan Stewart ideges volt a forgatás alatt. Sullavan ezért sok időt töltött vele együtt, és segítségére volt a filmkészítés közben. Évekkel később a rendező Edward H. Griffith meg is jegyezte: "Margaret Sullavan volt az aki sztárt faragott James Stewartból". Bill Grady MGM producer pedig azt mondta: "Az a fiú úgy jött vissza az Universaltól, hogy alig ismertem rá."
Hollywoodi pletykák szerint Sullavan férje, William Wyler kimondottan féltékeny volt felesége és Stewart magánpróbáira. Még '36-ban el is váltak, és Sullavan hozzáment Leland Hayward színházi producerhez. A pár egy egykori gyarmati rezidenciába költözött, mindössze egy háztömbnyire Stewarttól. Stewart többször is látogatást tett a színésznőnél, ami csak megerősítette azokat a mendemondákat, hogy romantikus kapcsolat van közöttük.
Második filmjük az 1938-as The Shopworn Angel volt. Walter Pidgeon, aki a film harmadik húzóneve volt, így emlékezett vissza a produkcióra: "Kimondottan úgy éreztem, hogy én vagyok a kívülálló. Az egész Jimmyről és Maggieről szólt... Annyira nyilvánvaló volt, hogy Jimmy szerelmes volt a lányba. Teljesen élethűen játszotta a jeleneteit vele."
Ezután még két filmben játszottak együtt, a Saroküzletben (1940) és a The Mortal Stormban (1940). Stewart a második világháború idején bevonult a seregbe, és csak a háború befejezése után tért vissza a filmszakmába.

## Késői karrier
A '40-es évektől kezdve egyre jobban kezdett visszatérni a színházi szerepekhez. 1943-ban úgy döntött, hogy végleg vissza is vonul a mozivászonról. Ebben nagy szerepe volt annak kis, hogy több időt akart tölteni három gyermekével. Brooke, Bridget és Bill akkor hat, négy és két évesek voltak. Igaz 1950-ben visszatért egy szerep erejéig a Not Sad Songs for Meben, melyben egy rákban haldokló nőt alakított.
Az '50-es években kezdett eluralkodni rajta a depresszió, és a színpadon is egyre kevesebbet lehetett látni. Bár 1959-ben leszerződött Ruth Goetz Sweet Love Remembered című darabjához. Ez volt az első Broadway szerepe négy év alatt. A próbák decemberben kezdődtek. Sullavannak vegyes érzései voltak a visszatéréssel kapcsolatban: "Gyűlölöm a színészetet. Gyűlölöm amit az életemmel tesz. Mindent kivesz belőled. Nem tudsz élni mialatt dolgozol, áthatolhatatlan falakkal vagy körülvéve." Ez volt Sullavan utolsó interjúja. A darab bemutatójára 1960. február 4-n került sor, de Sullavan január 1-jén meghalt.

## Házasságai és családja
Sullavan négyszer is házasodott. Első férje Henry Fonda volt, akivel még Baltimoreban játszott együtt egy egyetemi színtársulatban egy 18 hetes téli szezont. A házasságuk csak két hónapig tartott.
Második férje a rendező William Wyler volt, akitől 1936-ban vált el.
Harmadjára Leland Hayward színházi producerhez és ügynökhöz ment hozzá, aki 1931-től Sullavan ügynöke is volt. Mindhárom gyermeke – Brooke (1937), Bridget (1939), Bill (1941) is Haywardtól született. 11 év házasság után viszont Sullavan rájött, hogy férje megcsalta Nancy "Slim" Keith divatmodellel, ezért 1947-ben elvált Haywardtól.
1950-ben hozzáment Kenneth Wagg angol bankárhoz, akivel haláláig együtt volt.

## Betegsége és halála
Sullavan hallási rendellenességgel született, ami az évek során egyre rosszabbodott, és hallása egyre romlott. Ezzel párhuzamosan a depressziója is egyre jobban kezdett eluralkodni rajta.
1955-ben mikor két kisebb gyermeke közölte vele, hogy ezentúl az apjukkal szeretnének élni, Sullavan idegösszeomlást kapott. Erre a legidősebb gyermek Brooke így emlékszik vissza életrajzi könyvében: „Képtelen volt abbahagyni a sírást. Még a szobámba is olyan fájdalmasan behallattszott, hogy a fürdőszobába mentem és a kezemet a fülemre szorítottam.” Anyja később két és fél hónapot egy magánszanatóriumban töltött.
1960. január 1-jén délután fél 5 körül eszméletlenül, épphogy életben találtak rá egy hotelszobában New Havenben, a Sweet Love Remembered szövegkönyve – a darab amit éppen próbált – feküdt nyitva előtte. Azonnal kórházba szállították, de nem sokkal 6 óra után meghalt. Búcsúlevelet nem találtak. Nem tisztázott, hogy szándékos vagy vétlen gyógyszer-túladagolás okozta halálát.
Néhány napja halála előtt utolsó interjúja alatt többek között a következőket mondta: „A színház szörnyű tud lenni, kegyetlen egy hely.”

## Gyermekeinek sorsa
Sullavan Bridget nevű leányát 8 hónappal anyja halála után holtan találták. Halálát kábítószer-túladagolás okozta. Fia, Bill pedig 2008-ban öngyilkos lett.
Idősebb leánya, Brooke, akinek második férje Dennis Hopper volt, nagy sikerű életrajzi könyvet írt családjáról Haywire címmel. A regényből TV film is készült Lee Remick főszereplésével.

## Fontosabb filmjei
- 1934: Mi lesz veled, Emberke? (Little Man, What Now?) – Emma
- 1935: A jó tündér (The Good Fairy) – Luisa Ginglebuscher
- 1938: A kísértés órája (The Shining Hour) – Judy Linden
- 1938: Három bajtárs (Three Comrades) – Pat Hollmann
- 1940: Saroküzlet (The Shop Around the Corner) – Novák kisasszony
- 1941: Hajnalodik (So Ends Our Night) – Ruth Holland

## Fordítás
- Ez a szócikk részben vagy egészben  a   Margaret_Sullavan című angol Wikipédia-szócikk fordításán alapul.  Az eredeti cikk szerkesztőit annak laptörténete sorolja fel. Ez a jelzés csupán a megfogalmazás eredetét és a szerzői jogokat jelzi, nem szolgál a cikkben szereplő információk forrásmegjelöléseként.